# Black kigyō
Un kigyō negru (ブラック企業 burakku kigyō?), cunoscut și sub numele de black gaisha (ブラック会社 burakku gaisha?), desemnează în Japonia o companie care își face angajații să lucreze în condiții de muncă degradate, similar unui atelier de mizerie. În timp ce ultimul termen este asociat în special cu fabricarea și comerțul de îmbrăcăminte, în Japonia, kigyō-ul negru nu este neapărat asociat cu industria îmbrăcămintei, ci mai des cu lucrările de birou.

## Istorie
Termenul kigyō negru a fost inventat la începutul anilor 2000 de către tineri lucrători la calculatoare, dar de atunci a fost aplicat în diferite industrii . 

## Definiție
În timp ce specificitățile pot varia de la un loc de muncă la altul și de la o companie la alta, un kigyō negru are obiceiul de a angaja un număr mare de angajați tineri și de a-i obliga să muncească ore lungi suplimentar neplătite. Condițiile de muncă sunt proaste, iar lucrătorii sunt supuși abuzului verbal și hărțuirii din partea șefilor.  . Pentru a-și păstra angajații, superiorii kigyō-ului negru abuzează deseori de reputația unui fost angajat care și-a dat demisia. 

## Cazul Mina Mori
Mina Mori, 26 de ani, angajată a lanțului de restaurante Watami s-a sinucis  în 2008, la două luni de la intrarea în companie. Familia sa depune o plângere la Biroul de standarde de muncă din Yokosuka, solicitând recunoașterea legăturii sinuciderii cu locul de muncă. Acest lucru le este refuzat, dar la apelul la Prefectura Kanagawa se concluzionează că principala cauză a problemei sale de sănătate mintală a fost stresul legat de locul de muncă  , . În decembrie 2015, compania Watami a ajuns la o înțelegere amiabilă de 130 de milioane de yeni cu familia și fondatorul acesteia, Miki Watanabe, își cere scuze  . 

### Premiul pentru corporație neagră
Problema kigyō-ului negru a atras atenția întregii Japonii. Drama Black Gaisha ni tsutometerundaga mō ore wa genkai kamo shirenai din 2009 au loc des în astfel de întreprinderi , iar în 2012, Premiul pentru corporație neagră alege „cea mai proastă companie a anului  ,  ". 
În manga și anime Warau Salesman („Laughing Commercial”), una dintre victime a lucrat la Black Corporation și a considerat că s-a sinucis înainte de a se întâlni cu asociatul de vânzări. 